# 小櫃川
小櫃川（おびつがわ）は、千葉県を流れ東京湾に注ぐ二級河川。流路延長88kmは、千葉県内では利根川に次いで2番目に長い川である。

## 流路
鴨川市清澄（房総丘陵）の清澄山系に源を発し、君津市黄和田畑の札郷支川との合流点より二級河川の指定区間となる。君津市、木更津市、袖ケ浦市を蛇行しながら貫流し、再び木更津市に入って久津間・畔戸で東京湾に注ぐ。下流部は三角州を形成し、河口付近では東京湾内で最大規模となる1,400haの広さの盤州干潟を形成している。

## 歴史
河口付近は、はやくから人間の営みが形成されており、付近に弥生時代の菅生遺跡が存在する。
1970年7月1日、集中豪雨により草川原地区で氾濫。亀山橋が流失。さらに復旧工事途上の同年11月20日、再び集中豪雨により仮橋が流失。

## 流域の自治体
千葉県
鴨川市、君津市、木更津市、袖ケ浦市

## 支流
| 支流名     | 流路延長[km] | 流域面積km2 |
| ---------- | ------------ | ----------- |
| 松川       | 10.4         | 25.60       |
| 槍水川     | 3.6          | 2.84        |
| 武田川     | 15.2         | 16.70       |
| 派川武田川 | 1.5          | 1.00        |
| 七曲川     | 8.0          | 8.14        |
| 御腹川     | 17.1         | 23.80       |
| 大森川     | 2.6          | 10.40       |
| 笹川       | 21.0         | 22.60       |

## 利水施設
- 亀山ダム

## 名称の由来
倭建命の東征の折、海に身を投げた弟橘姫の亡骸がしばらくして浜に打ち揚げられる。不憫に思った付近の住民は山で木を切り倒し、その木を川に流して亡骸を納める「小さなひつぎ（櫃）」を作った。以降、その川を小櫃川と呼ぶようになったという伝説がある。

## 並行する交通

### 鉄道
- 久留里線（上総亀山駅 - 祇園駅間）

## 日本住血吸虫症の流行
本河川の下流域（木更津市、袖ケ浦市のそれぞれ一部）ではかつて日本住血吸虫症が流行していた。ただし千葉大学医学部寄生虫学教室の調査による確認は1985年と非常に後世のもので、全国の人間以外の地方病感染も1983年を最後に見られなくなり、最大最後の有病地だった山梨県も1995年に終息宣言を出している。なお地方病を媒介するミヤイリガイは現在、その最大有病地だった山梨県の釜無川と、最後に確認された有病地だったこの小櫃川の2ヶ所だけに生き残っている。